# أنطوني ليغول
انطوني ليغول (بالفرنسية: Anthony Le Gall)‏ (7 مارس 1985 في فرنسا - ) هو لاعب كرة قدم فرنسي في مركز الوسط. شارك مع منتخب بريتاني لكرة القدم. أما مع النوادي، فقد لعب مع إمباكت مونتريال ونادي أنغوليم ونادي بريست ونادي كونكارنو.